# Wiggle High5
O Wiggle High5 (código UCI: WHT) foi uma equipa ciclista feminino do Reino Unido de categoria UCI Women's Team, máxima categoria feminina do ciclismo de estrada a nível mundial. Ao não encontrar um patrocinador a equipa desapareceu no final da temporada de 2018.

## História
Criou-se em 2013 devido ao interesse da ciclista australiana Rochelle Gilmore em criar uma potente equipa ciclista feminina. Ele contou com o apoio da fundação Bradley Wiggins e a federação britânica de ciclismo e os patrocínios principais da prestigiosa marca niponíca de automóveis Honda e pouco depois da empresa britânica de venda de material desportivo por internet Wiggle que se converteu em patrocinador principal. Rochelle correu anteriormente no Lotto Honda Team (2011) e no Faren-Honda Team (2012) conseguindo que Honda se unisse a seu novo projecto. Devido à colaboração da federação britânica de ciclismo nesta equipa têm elencado as ciclistas de pista britânicas Elinor Barker, Danielle King, Amy Roberts, Joanna Rowsell e Laura Trott. Em 2016 entrou um novo patrocinador secundário, a marca de nutrição desportiva High5, deslocando a Honda do nome da equipa; ainda assim a Honda seguiu sendo um dos patrocinadores principais da equipa.
Ainda que em princípio o projecto ia ser principalmente anglo-saxão, a imitação da Team Sky, cedo devido aos interesses comerciais dos seus patrocinadores principais a equipa se internacionalizou alinhando as melhores corredoras de diferentes países -10 campeãs nacionais em 2016- convertendo-se assim numa das melhores equipas a nível mundial. Devido a essa internacionalização destaca o facto de que não tenha inscrito a nenhuma britânica em todas as edições do Giro de Itália Feminino nas que tem participado.
Finalmente ao terminar a temporada de 2018, a equipa não pôde encontrar um novo patrocinador para a temporada de 2019 e por problemas financeiros a equipa desapareceu.

## Material ciclista
A equipa utilizava bicicletas Colnago. Anteriormente, em 2013, usou Pinarello. Os componentes eram da marca Campagnolo e Look Cycle.

## Sede
Ainda que a sua sede desportiva esteve na Bélgica as tarefas administrativas da equipa geria-as directamente Rochelle Gilmore na Itália (CPM 72, Ufficio Postale 38054, Fiera di Primiero).

## Classificações UCI
A União Ciclista Internacional elabora o Ranking UCI de classificação dos ciclistas e equipas profissionais. A classificação da equipa e da sua ciclista mais destacada são as seguintes:
| Ano  | Classificação por equipas | Melhor corredora na classificação individual | Posição |
| 2013 | 5.º                       | Giorgia Bronzini                             | 3.º     |
| 2014 | 7.º                       | Giorgia Bronzini                             | 3.º     |
| 2015 | 3.º                       | Jolien D'Hoore                               | 3.º     |
| 2016 | 3.º                       | Jolien D'Hoore                               | 3.º     |
| 2017 | 3.º                       | Emma Johansson                               | 3.º     |

A União Ciclista Internacional também elabora o ranking da Copa do Mundo de Ciclismo feminina de classificação dos ciclistas e equipas profissionais nestas provas de um dia. Desde 2016 foi substituído pelo UCI WorldTour Feminino no que se incluíram algumas provas por etapas. A classificação da equipa e da sua ciclista mais destacada são as seguintes:
| Ano  | Classificação por equipas | Melhor corredora na classificação individual | Posição |
| 2013 | 7.º                       | Giorgia Bronzini                             | 9.ª     |
| 2014 | 8.º                       | Giorgia Bronzini                             | 10.ª    |
| 2015 | 2.º                       | Jolien D'Hoore                               | 3.ª     |
| 2016 | 2.º                       | Elisa Longo Borghini                         | 5.ª     |

## Palmarés
Para anos anteriores veja-se: Palmarés da Wiggle High5.

### Palmarés de 2018

#### UCI WorldTour de 2018
| Datas       | Carreiras                              | Ganhadora    |
| 28 de abril | 3.ª etapa do Tour da Ilha de Chongming | Kirsten Wild |
| 7 de julho  | 2.ª etapa do Giro de Itália Feminino   | Kirsten Wild |
| 28 de julho | RideLondon Classique                   | Kirsten Wild |

#### Calendário UCI Feminino de 2018
| Datas         | Carreiras                                   | Ganhadora         |
| 11 de janeiro | 1.ª etapa do Santos Women's Tour            | Annette Edmondson |
| 6 de abril    | 3.ªa etapa do Healthy Ageing Tour           | Kirsten Wild      |
| 26 de abril   | 1.ª etapa da Gracia-Orlová                  | Emilia Fahlin     |
| 27 de abril   | 2.ª etapa da Gracia-Orlová                  | Emilia Fahlin     |
| 28 de abril   | 4.ª etapa da Gracia-Orlová                  | Emilia Fahlin     |
| 29 de abril   | Gracia-Orlová                               | Emilia Fahlin     |
| 3 de maio     | 1.ª etapa do Tour de Yorkshire Women's Race | Kirsten Wild      |
| 31 de maio    | 4.ª etapa do Tour de Turingia feminino      | Lisa Brennauer    |
| 3 de junho    | Tour de Turingia feminino                   | Lisa Brennauer    |
| 19 de julho   | Prólogo da BeNe Ladies Tour (CRI)           | Katie Archibald   |

#### Campeonatos nacionais
| Datas       | Carreiras                                   | Ganhadora      |
| 17 de junho | Campeonato do Japão Contrarrelógio (CRI)    | Eri Yonamine   |
| 22 de junho | Campeonato do Japão em Estrada              | Eri Yonamine   |
| 23 de junho | Campeonato da Suécia em Estrada             | Emilia Fahlin  |
| 28 de junho | Campeonato da França Contrarrelógio (CRI)   | Audrey Cordon  |
| 29 de junho | Campeonato da Alemanha Contrarrelógio (CRI) | Lisa Brennauer |

## Elencos
Para anos anteriores, veja-se Elencos da Wiggle High5

### Elenco de 2018
| Integrantes da equipe 2018   | Integrantes da equipe 2018 | Integrantes da equipe 2018                | Integrantes da equipe 2018 |
| Ciclista                     | Data de nascimento         | Equipe anterior                           |                            |
| ---------------------------- | -------------------------- | ----------------------------------------- | -------------------------- |
| Katie Archibald              | 12 março 1994              | Team WNT (2017)                           |                            |
| Rachele Barbieri             | 21 fevereiro 1997          | Cylance (2017)                            |                            |
| Elinor Barker                | 7 setembro 1994            | Breeze (2017)                             |                            |
| Lisa Brennauer               | 8 junho 1988               | Canyon-SRAM Racing (2017)                 |                            |
| Audrey Cordon-Ragot          | 22 setembro 1989           | Hitec Products (2014)                     |                            |
| Amy Cure                     | 31 dezembro 1992           | Lotto Soudal Ladies (2015)                |                            |
| Annette Edmondson            | 12 dezembro 1991           | Orica-AIS (2014)                          |                            |
| Emilia Fahlin                | 24 outubro 1988            | Alé Cipollini (2016)                      |                            |
| Lucy van der Haar            | 20 setembro 1994           | Liv-Plantur (2015)                        |                            |
| Grace Garner                 | 19 junho 1997              | Podium Ambition-Club La Santa (2016)      |                            |
| Julie Norman Leth            | 13 julho 1992              | Hitec Products (2016)                     |                            |
| Elisa Longo Borghini         | 10 dezembro 1991           | Hitec Products (2014)                     |                            |
| Martina Ritter               | 23 setembro 1982           | Drops (2017)                              |                            |
| Macey Stewart                | 16 janeiro 1996            | Orica-AIS (2016)                          |                            |
| Kirsten Wild                 | 15 outubro 1982            | Cylance (2017)                            |                            |
| Eri Yonamine                 | 25 abril 1991              | FDJ-Nouvelle Aquitaine-Futuroscope (2017) |                            |
| Grace Brown (1 mai.–31 dez.) | 7 julho 1992               | Holden Team Gusto racing (2018)           |                            |
|                              |                            |                                           |                            |
| Fonte: Cycling Archives      |                            |                                           |                            |

## Ciclistas destacadas
| - Mara Abbott (2015-2016) - Charlotte Becker (2013-2014) - Giorgia Bronzini (2013-2016) - Emily Collins (2013-2014) - Audrey Cordon (2015-2016) - Jolien D'Hoore (2015-2016) - Annette Edmondson (2015-2016) - Mayuko Hagiwara (2013-2016) | - Chloe Hosking (2015-2016) - Emma Johansson (2016) - Elisa Longo Borghini (2015-2016) - Joanna Rowsell (2013-2014) - Anna Sanchís (2014-2016) - Laura Trott (2013-2014) - Linda Villumsen (2013-2014) |

- Nesta listagem encontram-se as ciclistas que tenham conseguido alguma vitória para a equipa.